# Basilica di Santa Maria della Pazienza

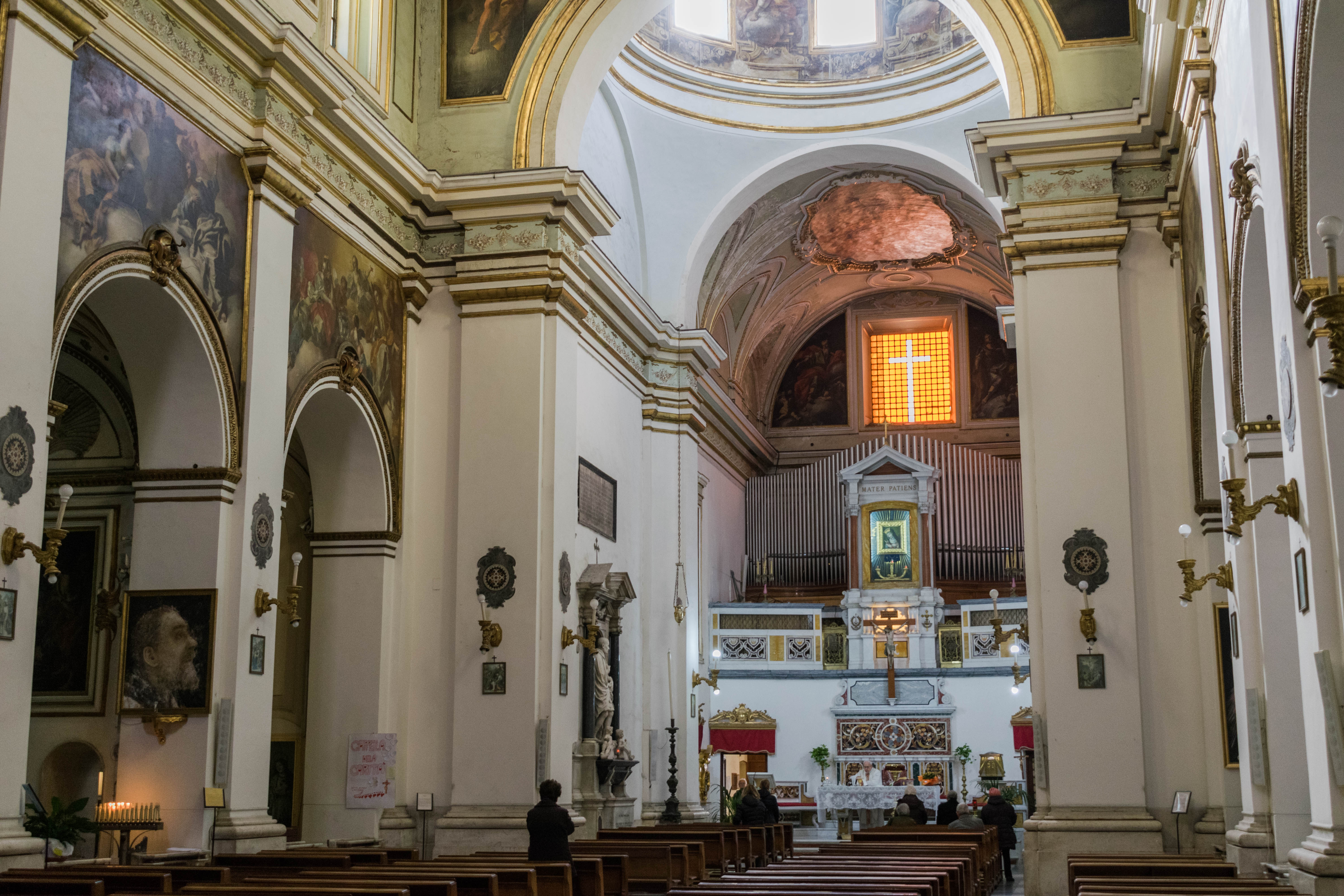
Scorcio dell'interno

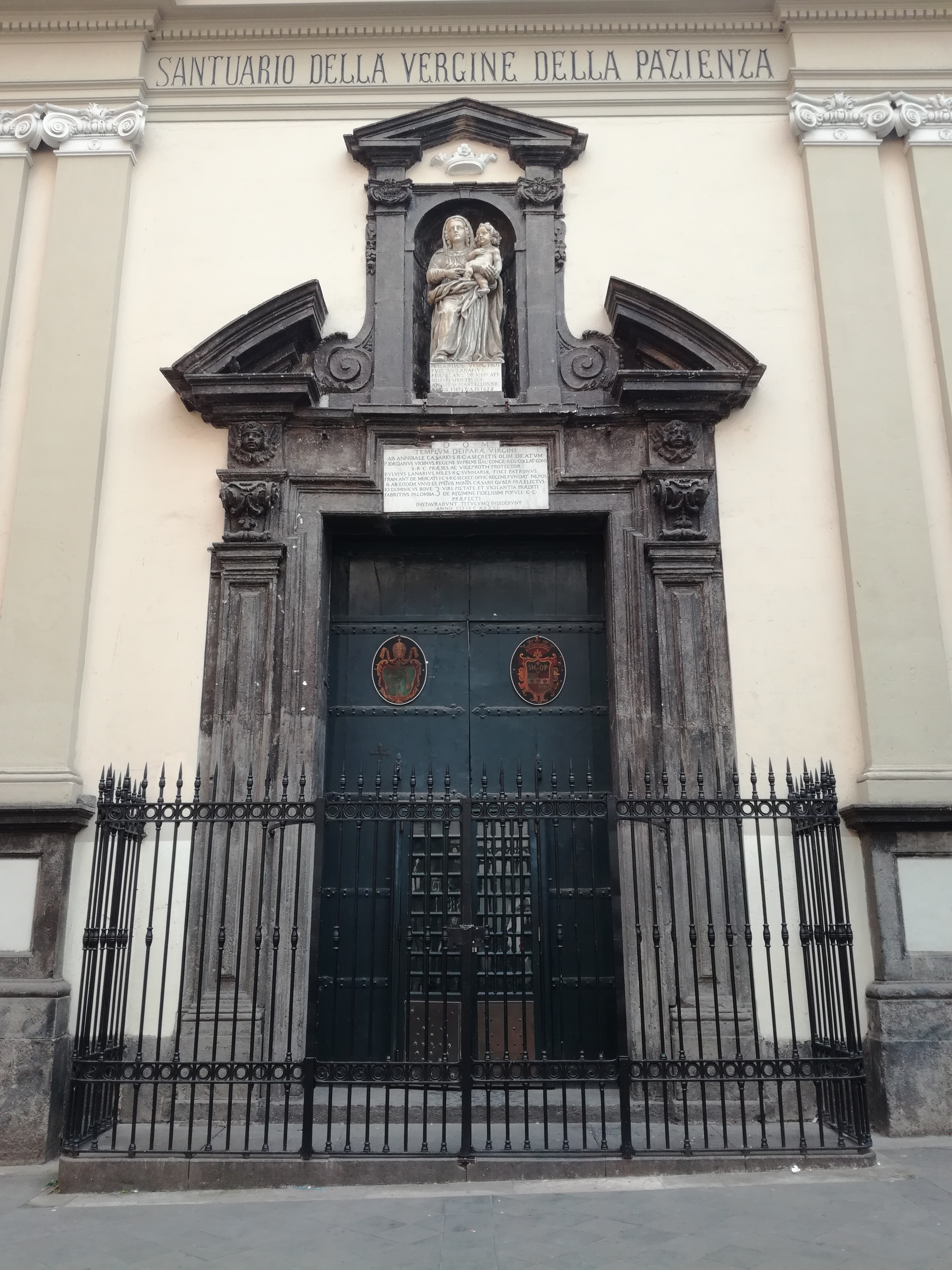
Il portale in piperno

Il santuario di Santa Maria della Pazienza è un complesso fondato nel 1601 e formato da un antico ospedale e dall'omonima chiesa basilicale; si erge a Napoli in piazza Cesarea, nel quartiere Avvocata, nei pressi della Santissima Trinità alla Cesarea.

## Storia
La chiesa è denominata anche Cesarea perché prende il nome del suo fondatore Annibale Cesareo, che ne fece sacello di famiglia; egli fu segretario della regia camera di Santa Chiara.
L'edificio è stato realizzato in forme puramente barocche; particolarmente significativi, furono gli arricchimenti tra l'anno di fondazione e il 1636, anno in cui il complesso fu concluso.
Tuttavia, nel XVIII secolo furono intraprese importanti ristrutturazioni: nel 1733 ad opera di Costantino Manni e due anni dopo grazie a Tommaso Eboli.
Da agosto a novembre 1917, San Pio da Pietrelcina frequentò questa chiesa dove celebrò anche messa, essendo di stanza nella vicina Caserma Cesarea.

## Descrizione
Nell'interno, formato da una vasta navata, con cinque cappelle per lato e presbiterio, è presente una notevole concentrazione di opere d'arte. Al centro del soffitto a cassettoni è disposta una grande tela raffigurante il Riposo in Egitto, di Giuseppe Pozzovivo; mentre sulla controfacciata è collocata un'enorme tela di Oronzo Malinconico sulla Strage degli Innocenti.
Le altre opere pittoriche visibili nelle cappelle laterali, nel presbiterio, sui soprarchi delle cappelle, tra le finestre della navata e in sacrestia sono di: Giovan Battista Lama, Nicola ed Oronzo Malinconico, Nicola Maria Rossi, Lorenzo De Caro, Giambattista Vela, Paolo Finoglio (al quale è attribuito un Sant'Antonio), Hendrick van Somer, Stefano Di Liguoro e Andrea Miglionico.
Il patrimonio scultoreo della chiesa è meno consistente rispetto a quello pittorico, ma ha comunque dei motivi d'interesse. Tenendo conto che il pregevolissimo altare maggiore seicentesco in marmi policromi e pietre preziose fu smembrato dopo il Concilio Vaticano II, l'opera scultorea più rilevante è dunque il monumento funebre di Annibale Cesareo realizzato da Michelangelo Naccherino nel 1613; mentre tra le tante statue lignee spiccano la Sant'Anna e la Vergine Bambina attribuita a Giacomo Colombo e l'Arcangelo Raffaele e Tobiolo di Francesco Citarelli.